# ناهوئل بوستوس
ناهوئل بوستوس (انگلیسی: Nahuel Bustos؛ زادهٔ ۴ ژوئیهٔ ۱۹۹۸) بازیکن فوتبال اهل آرژانتین است.
از باشگاه‌هایی که در آن بازی کرده‌است می‌توان به باشگاه فوتبال پاچوکا اشاره کرد.